# كريستيان باك نيلسن
كريستيان باك نيلسن (بالدنماركية: Kristian Bach Bak)‏ (و. 1982  م) هو لاعب كرة قدم، من الدنمارك، يلعب كمُدَافِع.

## مسيرته الكروية
لعب كريستيان باك نيلسن خلال مسيرته الاحترافية مع ناديين في ستة عشر موسمًا وسجل خلالها 23 هدفًا ضمن 331 مباراة. حيث فاز في موسم واحد بالكأس وفي موسم واحد بالدوري.
خاض كريستيان باك نيلسن مسيرته مع نادي ميتييلاند في موسم 2000–01 في المرة الأولى ليلعب معه سبعة مواسم ثم في موسم 2010–11 ليلعب معه ستة مواسم، مشاركًا طوالها في 259 مباراة سجل خلالها 17 هدفًا. ثم انتقل إلى نادي هيرنفين في موسم 2007–08 واستمر معه طيلة ثلاثة مواسم، حيث شارك في 72 مباراة سجل خلالها 6 أهداف.

## روابط خارجية
- كريستيان باك نيلسن على موقع قاعدة بيانات كرة القدم.إي يو (الإنجليزية)
- كريستيان باك نيلسن على موقع ناشيونال فوتبول تيمز (الإنجليزية)
- كريستيان باك نيلسن على موقع Soccerbase.com (لاعب) (الإنجليزية)
- كريستيان باك نيلسن على موقع Soccerway.com (الإنجليزية)
- كريستيان باك نيلسن على موقع AS.com (الإسبانية)